# 보잉 X-50
보잉 X-50(정식 명칭: 보잉 X-50 드래곤플라이, Boeing X-50 Dragonfly, 이전 명칭: Canard Rotor/Wing Demonstrator)는 헬리콥터의 로터가 비행 중에 정지되어 고정익 역할을 할 수 있다는 원리를 보여주기 위해 보잉과 DARPA가 개발한 VTOL 로터 날개 실험용 무인 항공기였다. 고정익으로 고정익과 회전익 비행 사이를 전환할 수 있다.
X-50A는 처음부터 다중 모드 항공기로 차량을 설계하여 1980년대 Sikorsky S-72 X-Wing 프로그램의 작업을 기반으로 제작되었다. X-50A는 DARPA의 "헬리플레인" 프로그램에서 자금을 지원받은 두 프로젝트 중 하나였다.
두 프로토타입 항공기 중 어느 것도 완전 전진 비행으로 성공적으로 전환하지 못했다. DARPA는 고유한 설계 결함으로 인해 2006년 후반에 X-50 프로그램에 대한 자금 지원을 철회했다.